# Благодатненська сільська рада (Скадовський район)
Благода́тненська сільська́ ра́да — адміністративно-територіальна одиниця та орган місцевого самоврядування у Скадовському районі Херсонської області. Адміністративний центр — селище Благодатне.

## Загальні відомості
- Територія ради: 4,577 км²
- Населення ради: 2 229 осіб (станом на 2001 рік)

## Населені пункти
Сільській раді були підпорядковані населені пункти:
- с-ще Благодатне
- с-ще Грушівка
- с-ще Зелене
- с-ще Петропавлівка
- с. Радісне

## Склад ради
Рада складалася з 18 депутатів та голови.
- Голова ради: Козак Василь Анатолійович
- Секретар ради: Яворська Алла Петрівна

### Керівний склад попередніх скликань
| Прізвище, ім'я, по батькові | Основні відомості                                                             | Дата обрання | Дата звільнення |
| --------------------------- | ----------------------------------------------------------------------------- | ------------ | --------------- |
| Драб Наталя Вікторівна      | Сільський голова, 1957 року народження, член Селянської партії України        | 26.03.2006   | 31.10.2010      |
| Козак Василь Анатолійович   | Сільський голова, 1973 року народження, освіта середня загальна, безпартійний | 31.10.2010   |                 |

Примітка: таблиця складена за даними сайту Верховної Ради України

### Депутати
За результатами місцевих виборів 2010 року депутатами ради стали:

#### За суб'єктами висування
| Суб'єкт висування           | Кількість обраних депутатів | %    |
| --------------------------- | --------------------------- | ---- |
| Партія регіонів             | 10                          | 55,6 |
| Самовисування               | 6                           | 33,3 |
| Комуністична партія України | 2                           | 11,1 |

#### За округами
| № округу                    | Прізвище, ім'я, по батькові   | Дата визнання обраним | Освіта  | Партійна приналежність            | Відомості про обраного депутата                                  |
| --------------------------- | ----------------------------- | --------------------- | ------- | --------------------------------- | ---------------------------------------------------------------- |
| Комуністична партія України |                               |                       |         |                                   |                                                                  |
| 2                           | Хандусь Світлана Вікторівна   | 02.11.2010            | середня | член Комуністичної партії України | Радгопненське ДТП, продавець                                     |
| 12                          | Бученко Ольга Василівна       | 02.11.2010            | середня | член Комуністичної партії України | Управління УКОС, охоронець                                       |
| Партія регіонів             |                               |                       |         |                                   |                                                                  |
| 1                           | Курбацька Олена Володимирівна | 02.11.2010            | вища    | член Партії регіонів              | Радгоспненська сільська рада, секретар                           |
| 3                           | Кравченко Лариса Іванівна     | 02.11.2010            | середня | член Партії регіонів              | Благодатненська дільнича лікарня, лаборант                       |
| 4                           | Коваленко Наталя Леонідівна   | 02.11.2010            | середня | член Партії регіонів              | Радгоспненська сільська рада, бухгалтер                          |
| 5                           | Верхогляд Сергій Сергійович   | 02.11.2010            | вища    | член Партії регіонів              | Благодатненська загальноосвітня школа, вчитель математики        |
| 9                           | Мирончук Андрій Петрович      | 02.11.2010            | вища    | член Партії регіонів              | Благодатненська загальноосвітня школа, вчитель фізичної культури |
| 10                          | Мальченко Наталя Вікторівна   | 02.11.2010            | вища    | член Партії регіонів              | Радгоспненська сільська рада, бухгалтер                          |
| 11                          | Петров Володимир Валентинович | 02.11.2010            | вища    | член Партії регіонів              | Благодатненська дільнича лікарня, електрик                       |
| 13                          | Скидан Лариса Григорівна      | 02.11.2010            | середня | член Партії регіонів              | тимчасово не працює                                              |
| 14                          | Очкур Тетяна Валеріївна       | 02.11.2010            | середня | член Партії регіонів              | тимчасово не працює                                              |
| 17                          | Січний Федір Федорович        | 02.11.2010            | вища    | член Партії регіонів              | Каланчацький РВ УМВС, заступник начальника                       |
| Самовисування               |                               |                       |         |                                   |                                                                  |
| 6                           | Мащенко Олег Вікторович       | 03.01.2011            | середня | член Комуністичної партії України | Благодатненська лікарня, медпрацівник                            |
| 7                           | Антонюк Світлана Анатоліївна  | 02.11.2010            | вища    | позапартійна                      | Благодатненське ДТП, директор                                    |
| 8                           | Яворська Алла Петрівна        | 02.11.2010            | вища    | позапартійна                      | Дитячий садок «Золотий ключик», вихователь                       |
| 15                          | Новосьолов Олег Іванович      | 02.11.2010            | середня | позапартійний                     | тимчасово не працює                                              |
| 16                          | Козак Григорій Анатолійович   | 02.11.2010            | середня | позапартійний                     | приватний підприємець, директор                                  |
| 18                          | Ткачук Олексій Олексійович    | 02.11.2010            | середня | позапартійний                     | тимчасово не працює                                              |

## Населення
Згідно з переписом УРСР 1989 року чисельність наявного населення сільської ради становила 1946 осіб, з яких 916 чоловіків та 1030 жінок.
За переписом населення України 2001 року в сільській раді мешкало 2225 осіб.

### Мова
Розподіл населення за рідною мовою за даними перепису 2001 року:
| Мова       | Відсоток |
| ---------- | -------- |
| українська | 91,57 %  |
| російська  | 7,63 %   |
| молдовська | 0,27 %   |
| білоруська | 0,18 %   |
| інші       | 0,35 %   |